# Штуббен (Нижняя Саксония)
Штуббен ( Stubben,  Stubben) — отшафт в Германии, земля Нижняя Саксония, район Куксхафен. Входит в состав общины Беверштедт. До 1 ноября 2011 года был отдельной общиной в составе союза общин Беверштедт. Население составляет 1500 человек (на 20 ноября 2019 года). Занимает площадь 8,62 км².